# Rangschiffer
Rangschiffer wurden die zunftmäßig organisierten Schiffer/Schiffseigner genannt, die für einen geregelten Transport der Handelsgüter auf dem Fluss verantwortlich waren. Sie waren vertraglich an eine Stadt oder einen Handelsherren gebunden. Sie regelten sowohl die Anzahl der Fahrten und die zeitliche Abfolge als auch die Reihenfolge (den Rang) der Tal- und Bergfahrten (mit oder gegen den Strom des Flusses).
Die Schiffe auf dem Main wurden überwiegend "getreidelt" (mit Pferden s.g. Leinreiter, flussaufwärts gezogen).
Mit Einsatz der Kettenschifffahrt auf dem Main, Ende des 19. Jahrhunderts, wurde das Treideln überflüssig und die Dampfschifffahrt behördlich geregelt.

## Rangschifffahrt auf dem Main

### Aschaffenburg
Hier lag die Rangschifffahrt in den Händen der Familie Kittel. Schiffsanlegeplatz war das Mainufer vor dem Fischerviertel mit dem 1811 errichteten Kittel'schen Kranen und dem Schiffbauplatz in Höhe der heutigen Lamprechtstraße (ab 1891 Teil des neu errichteten Floß- und Handelshafens) sowie der Bereich um die Kranenmauer am Theoderichstor, der 1871 zum Schutz- und Winterhafen ausgebaut und danach zeitweilig auch für eine Helling zur Endmontage von Kettenschiffen genutzt wurde. 
Die Leinreiter kamen überwiegend aus Leider und Mainaschaff.

### Bamberg
1807 wurde die Bamberger Rangschifffahrt gegründet; dort gab es fünfzehn Rangschifferfamilien (u. a. Messerschmitt, Stöcklein, Weyermann und Karl). Das Grabmal des Rangschiffers Michael Karl befindet sich in der Kirche Obere Pfarre (Bamberg). Zentrale Orte für die Schifffahrt in Bamberg waren die Werft am Schiffbauplatz und die Schiffswinterung an der Weide.